# 12e Primetime Emmy Awards
De 12e Primetime Emmy Awards, waarbij prijzen werden uitgereikt in verschillende categorieën voor de beste Amerikaanse televisieprogramma's die in primetime werden uitgezonden tijdens het televisieseizoen 1959-1960, vond plaats op 20 juni 1960.

## Winnaars en nominaties - televisieprogramma's
(De winnaars staan bovenaan in vet lettertype.)

### Dramaserie
(Outstanding Program Achievement in the Field of Drama)
- Playhouse 90
  - The DuPont Show of the Month
  - The Moon and Sixpence
  - Startime
  - The Untouchables

### Komische serie
(Outstanding Program Achievement in the Field of Humor)
- The Art Carney Special
  - Father Knows Best
  - The Jack Benny Program
  - Make Room for Daddy
  - The Red Skelton Show

## Winnaars en nominaties - acteurs

### Mannelijke hoofd- of bijrol
(Outstanding Performance by an Actor in a Series (Lead or Support))
- Robert Stack als Eliot Ness in The Untouchables
  - Richard Boone als Paladin in Have Gun - Will Travel
  - Raymond Burr als Perry Mason in Perry Mason

### Vrouwelijke hoofd- of bijrol
(Outstanding Performance by an Actress in a Series (Lead or Support))
- Jane Wyatt als Margaret Anderson in Father Knows Best
  - Donna Reed als Donna Stone in The Donna Reed Show
  - Loretta Young als Loretta Young in Letter to Loretta

### Mannelijke gastrol
(Outstanding Single Performance by an Actor (Lead or Support))
- Laurence Olivier als Charles Strickland in The Moon and Sixpence
  - Lee J. Cobb als Dr. Lawrence Doner in Playhouse 90
  - Alec Guinness als Jebal Deeks in Startime

### Vrouwelijke gastrol
(Outstanding Single Performance by an Actress (Lead or Support))
- Ingrid Bergman als Governess in The Turn of the Screw
  - Julie Harris als Mattie Silver in The DuPont Show of the Month